# Bernov (Nejdek)

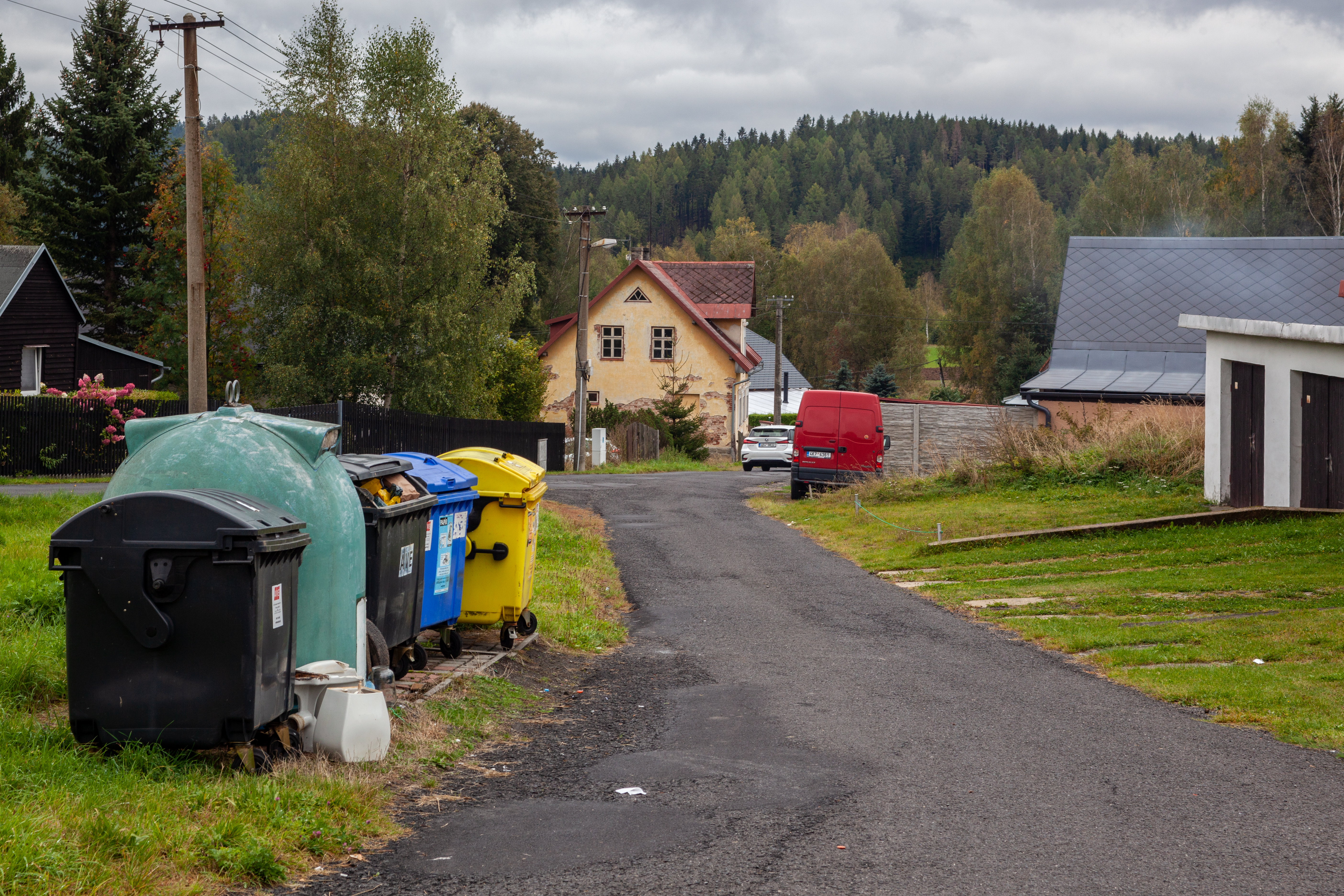
Bernov

Bernov (deutsch Bernau) ist ein Ortsteil der Gemeinde Nejdek (Neudek) im Bezirk Karlsbad in Tschechien.

## Geografie
Der Ort liegt etwa 2 km westlich von Nejdek im böhmischen Teil des Erzgebirges. Historisch existierten u. a. die Siedlungen Lehnerwinkel, Hühnerfang, Modelberg, Waldhäuser, Hochtanne (Oberbernau, Vysoká Jedle), Hofflur und Wasserstadt auf dem Gebiet der ehemaligen Dorfgemeinde. Während sich die nahezu unbewaldete Ortschaft Bernau auf etwa 595 bis 635 m n.m. erstreckt, ist die höchste Erhebung in der Gemarkung der Berg Díže mit 919 m n.m.

## Geschichte
Bernau war das zweite Dorf im Tal des Rodisbaches, das auf den Gründen (nördlich) des Gut Tiefenloh entstand. Es gehörte 1593 dem Rittergutsbesitzer Jörg Hutzelmann. Ende des 16. Jahrhunderts fiel der Besitz an die Schlicks. 1602 verkaufte Graf Stephan Schlick die Herrschaft an seinen Vetter Friedrich Colonna von Fels. Zu dieser Zeit existierte Bernau noch nicht. 1620 wurde der Ort erstmals in den Kirchenbüchern erwähnt. 
1651 steht Bernau im Untertanenverzeichnis als ein Dorf mit 89 Einwohnern, die noch vollständig unbekehrt waren. Das Richteramt bekleidete Johannes Reitzner. Als Berufsstand ist bei den Männern Häusler, Holzhauer und Drescher angegeben. Nach der Steuerrolle von 1654 lebten die Bewohner von Viehhaltung und Holzfällen. Neben dem Bergbau auf Zinn in mehreren Zinn-Seifen wurde hier, wie auch in dem auf 765 m n.m. gelegenen Hochtanne Landwirtschaft betrieben. 
1847 zählte das Dorf 142 Häuser mit 1071 Einwohnern, 1 Gemeindeschule und 1 Wirtshaus. Bernau war später eine eigenständige Katastralgemeinde. Kirchlich war Bernau zur Pfarrkirche St. Martin in Neudek gepfarrt. Bis zur Aufhebung der Patrimonialgerichtsbarkeit 1848/49 gehörte Bernau zur Herrschaft Neudek, seit 1850 zum Gerichtsbezirk Neudek und seit der Gebietsreform 1869 zum Bezirk Graslitz. 1910 wurde Bernau dem ausgegliederten Bezirk Neudek zugeschlagen und 1919 Teil der neu entstandenen Tschechoslowakei.
Im Zuge der Annexion des Sudetenlandes gehörte Bernau zwischen 1938 und 1945 zum Landkreis Neudek. Nach dem Zweiten Weltkrieg wurde ein großer Teil der deutschen Bevölkerung vertrieben. Bernov ist heute ein Ortsteil von Nejdek.

### Entwicklung der Einwohnerzahl
| Jahr | Einwohnerzahl |
| ---- | ------------- |
| 1869 | 1099          |
| 1880 | 1079          |
| 1890 | 1049          |
| 1900 | 1100          |
| 1910 | 1155          |

| Jahr | Einwohnerzahl |
| ---- | ------------- |
| 1921 | 1105          |
| 1930 | 1248          |
| 1950 | 285           |
| 1961 | 317           |
| 1970 | 288           |

| Jahr | Einwohnerzahl |
| ---- | ------------- |
| 1980 | 199           |
| 1991 | 182           |
| 2001 | 196           |
| 2011 | 272           |

## Söhne des Ortes
- Ewald Körner (1926–2010), tschechoslowakisch-deutsch-schweizerischer Klarinettist und Dirigent
- Erich Zettl (1934–2023), deutscher Hochschulprofessor